# سلمة بن دينار
سلمة بن دينار المديني المخزومي بالولاء وكنيته أبو حازم من موالي هذيل وقيل من موالي غفار وهو إمام قدوة وعالم واعظ، شيخ المدينة النبوية.

## سيرته
ولد في أيام عبد الله بن الزبير وعبد الله بن عمر. روى عن سهل بن سعد، وأبي أمامة بن سهل، وسعيد بن المسيب، وعبد الله بن أبي قتادة، والنعمان بن أبي عياش، وأبي سلمة بن عبد الرحمن، وأم الدرداء، وعمارة بن عمرو بن حزم، وعبيد الله بن مقسم، ومسلم بن قرط، ومحمد بن المنكدر، وأبي مرة مولى عقيل، وبعجة بن عبد الله الجهني، وعدة. وروى عن عبد الله بن عمر وعبد الله بن عمرو بن العاص.
روى عنه ابن شهاب، ويزيد بن عبد الله بن الهاد، وعمارة بن غزية، وزيد بن أبي أنيسة، وعبيد الله بن عمر، والحمادان، والسفيانان، ومالك بن أنس، وسليمان بن بلال، وأبو غسان محمد بن مطرف، وموسى بن يعقوب، وهشام بن سعد، وفضيل بن سليمان، والدراوردي، وعمر بن علي المقدمي، وعبد العزيز بن أبي حازم، وأنس بن عياض.

## مكانته
وثقه ابن معين، وأحمد بن حنبل، وأبو حاتم. قال ابن خزيمة: «ثقة ، لم يكن في زمانه مثله». قال يحيى الوحاظي: «قلت لابن أبي حازم أسمع أبوك من أبي هريرة، قال من حدثك أن أبي سمع من أحد من الصحابة غير سهل بن سعد، فقد كذب». قال ابن عيينة عن أبي حازم: «إني لأعظ وما أرى موضعا وما أريد إلا نفسي». روى ابن عيينة عنه أنه قال: «اشتدت مؤنة الدين والدنيا، قيل وكيف، قال: أما الدين، فلا تجد عليه أعوانا، وأما الدنيا، فلا تمد يدك إلى شيء منها إلا وجدت فاجرا قد سبقك إليه».

## من مواقفه
عن يحيى بن أبي كثير قال: دخل سليمان بن عبد الملك المدينة حاجًّا فقال: هل بها رجل أدرك عدّة من الصحابة؟ قالوا: نعم، أبو حازم، فأرسل إليه، فلما أتاه قال: يا أبا حازم ما هذا الجفاء؟ قال: وأي جفاء رأيت مني يا أمير المؤمنين؟ قال: وجوه الناس أتوني ولم تأتني، قال: والله ما عرفتني قبل هذا، ولا أنا رأيتك فأي جفاء رأيت مني؟ فالتفت سليمان إلى الزهري فقال: أصاب الشيخ وأخطأت أنا، فقال: يا أبا حازم ما لنا نكره الموت؟ فقال: عمرتم الدنيا وخربتم الآخرة؛ فتكرهون الخروج من العمران إلى الخراب، قال: صدقت، فقال: يا أبا حازم ليت شعري ما لنا عند الله تعالى غدًا؟ قال: اعرض عملك على كتاب الله عز وجل، قال: وأين أجده من كتاب الله تعالى؟ قال: قال الله تعالى: ﴿ إِنَّ الأبْرَارَ لَفِي نَعِيمٍ وَإِنَّ الْفُجَّارَ لَفِي جَحِيمٍ ﴾ [الانفطار: 13، 14]، قال سليمان: فأين رحمة الله؟ قال أبو حازم: قريب من المحسنين، قال سليمان: ليت شعري كيف العرض على الله غدًا؟ قال أبو حازم: أما المحسن كالغائب يقدَم على أهله، وأما المسيء كالآبق يُقدَم به على مولاه، فبكى سليمان حتى علا نحيبه واشتدّ بكاؤه.

## وفاته
قال الفلاس والترمذي: مات سنة 133 هـ. وقال خليفة: مات سنة 135 هـ، وقال الهيثم: مات سنة 140 هـ. قال يحيى بن معين : مات سنة 144 هـ.